# Cấy ghép nội tạng
Cấy ghép nội tạng là việc di chuyển nội tạng từ người này sang người khác hoặc từ vị trí này sang vị trí khác trên cùng một cơ thể người, nhằm thay thế nội tạng bị mất hoặc hư hỏng. Nội tạng và mô được cấy ghép trong nội bộ một cơ thể được gọi là autograft. Việc cấy ghép được thực hiện trên hai cá thể cùng loài gọi là allograft. Việc lấy nội tạng này có thể thực hiện trên người sống hoặc người đã chết.
Các bộ phận có thể được cấy ghép là tim, thận, gan, phổi, tuyến tụy, ruột, và tuyến ức. Mô cấy ghép được bao gồm xương, gân, giác mạc, da, van tim, dây thần kinh và mạch máu. Trên thế giới, thận là cơ quan thường được cấy ghép nhất, tiếp theo là gan và thứ ba là tim. Giác mạc và cơ xương là mô được cấy ghép phổ biến nhất; số các ca cấy ghép các mô này cao hơn số các ca cấy ghép mô khác hơn mười lần.
Người hiến tặng nội tạng có thể đang sống, chết não, hoặc chết qua cái chết tuần hoàn. Mô có thể được thu hồi từ những người hiến tạng bị chết vì cái chết tuần hoàn, cũng như chết não - tối đa 24 giờ sau khi tim ngừng đập. Không giống như các cơ quan, hầu hết các mô (với ngoại lệ của giác mạc) có thể được bảo quản và lưu giữ tối đa 5 năm, có nghĩa là chúng có thể được "lưu trữ". Cấy ghép nội tạng đặt ra một số vấn đề về đạo đức sinh học, bao gồm định nghĩa của cái chết, khi nào và như thế nào cơ quan được cấy ghép được cho phép cấy ghép, và số tiền thanh toán cho nội tạng cấy ghép. Các vấn đề đạo đức khác bao gồm du lịch cấy ghép và rộng hơn là bối cảnh kinh tế-xã hội, trong đó việc mua sắm nội tạng để cấy ghép có thể xảy ra. Một vấn đề đặc biệt là buôn bán nội tạng. Một số bộ phận cơ thể, chẳng hạn như bộ não, không thể được cấy ghép.
Cấy ghép nội tạng là một trong những lĩnh vực khó khăn và phức tạp nhất của y học hiện đại. Một số lĩnh vực quan trọng trong việc này là những vấn đề về thải ghép, trong đó cơ thể có các phản ứng miễn dịch với các cơ quan cấy ghép, điều này có thể dẫn đến cấy ghép thất bại và cần phải phẫu thuật gỡ bỏ ngay lập tức các nội tạng đã được cấy ghép. Thải ghép có thể được giảm đi bằng phương pháp serotype để xác định xem người nhận nào là thích hợp nhất với người cho và thông qua việc sử dụng các thuốc ức chế miễn dịch.

## Phân loại cấy ghép

### Tự cấy ghép - autograft
Tự cấy ghép là ghép mô trên cùng một người. Đôi khi điều này được thực hiện với mô dư thừa, mô có thể tái sinh, hoặc mô đang cần thiết hơn ở những nơi khác (ví dụ như ghép da, chiết xuất mạch cho CABG, vv). Đôi khi một quá trình cấy ghép này được thực hiện để loại bỏ các mô và sau đó điều trị mô hay người bệnh trước khi đưa mô trở về vị trí cũ của nó (ví dụ bao gồm ghép tế bào gốc tạo máu
và lưu trữ máu trước phẫu thuật). Trong một phẫu thuật rotationplasty, một khớp di chuyển được sử dụng để thay thế một khớp khác quan trọng hơn; thường là một khớp bàn chân hoặc khớp mắt cá chân được sử dụng để thay thế một khớp gối. Bàn chân của người bệnh sẽ bị cắt đôi và đảo ngược, đầu gối bị loại bỏ, và xương chày sẽ được ghép nối với xương đùi.